# Émile Aillaud
Émile Aillaud (Città del Messico, 18 gennaio 1902 – Parigi, 29 dicembre 1988) è stato un architetto francese.

## Biografia
Frequentò l'École nationale supérieure des beaux-arts, della quale diverrà successivamente insegnante negli anni dal 1965 al 1967.
Le sue prime opere furono esposte alle esposizioni di Parigi del 1937 e di New York del 1939. Autore di edifici industriali a Freyming-Merlebach, Carling e Saint-Avold, è soprattutto noto per le soluzioni date al problema dell'habitat collettivo, attente a salvaguardare valori umani e di fantasia, come i complessi residenziali l'Abreuvoir a Bobigny del 1958, o Les Courtillières a Pantin del 1961, o la Grande Borne a Grigny del 1970, o ancora B1 Sud a Nanterre del 1978.